# Droit à la réparation
Le droit à la réparation des appareils électroniques fait référence aux législations gouvernementales visant à permettre aux consommateurs de réparer et de modifier leurs propres appareils électroniques. Sans ce droit, le fabricant des appareils peut exiger que le consommateur n'utilise que les services proposés. Bien qu’il s’agisse d’une préoccupation mondiale, le débat sur la question est plutôt centré sur les États-Unis et l’Union européenne.

## États-Unis

### Contexte
Le concept de droit à la réparation est généralement venu des États-Unis. Dans le secteur automobile, le Massachusetts a adopté en 2012 la première loi américaine sur le droit à la réparation des véhicules automobiles, qui obligeait les constructeurs automobiles à fournir les documents et informations nécessaires à la réparation de son véhicule. Bien qu'elles n'aient pas été adoptées au niveau fédéral, les principales organisations commerciales automobiles ont signé un accord acceptant de se conformer à la loi du Massachusetts dans les cinquante États à partir de l'année 2018.
Inspiré par cette approche, la Digital Right to Repair Coalition (coalition du droit à la réparation numérique, DRRC), qui a changé plus tard son nom en The Repair Association (l’association de la réparation, TRA), a été fondée en 2013 pour transposer les mêmes principes à l'électronique.

### Tentative de législation
L’électronique grand public devenant de plus en plus complexe, de nombreux fabricants d'électronique ont mis en place des systèmes par lesquels le seul moyen de réparer un appareil ou d'obtenir des pièces est de passer par l'un de leurs fournisseurs agréés ou fabricants d'équipement d'origine (FEO). Par exemple, Apple propose son Genius Bar pour entretenir et faire la maintenance des produits vendus. Des entreprises comme Apple affirment que le but principal est de restreindre la divulgation de secrets commerciaux et d'autres propriétés intellectuelles, telles que les plans des appareils. Cependant, si le démontage de biens corporels est interdit pour un tiers, le droit des consommateurs de réparer ces biens l'est également (y compris si l'entreprise est en faillite ou interrompt le service).
La pratique consistant à obliger les consommateurs à se rendre chez le fabricant pour des réparations a généralement été critiquée comme étant anticoncurrentielle, car elle empêche tout tiers de réparer ces appareils, de fabriquer des pièces compatibles (qui peuvent offrir plus d'avantages aux consommateurs, par exemple des processus de fabrication plus écologiques) et peut restreindre l'innovation, et rend les utilisateurs tributaires des retards et délais. En outre, le recyclage de produits électroniques hors d’usage peut être inefficace ou impossible sans ces informations.
Les fabricants ont également réussi à utiliser des lois comme le Digital Millennium Copyright Act (DMCA) pour empêcher les consommateurs de bricoler leurs appareils. Certains ont fait valoir que cette approche restrictive des fabricants crée une obsolescence programmée pour les produits de consommation, obligeant ainsi les consommateurs à renouveler leurs appareils et à assurer des revenus aux fabricants. TRA, qui représente à la fois les ateliers de réparation et les bricoleurs, a senti la nécessité de protéger les droits des consommateurs. L'une de ses premières activités a été de promouvoir la Unlocking Consumer Choice and Wireless Competition Act (loi sur le choix du déblocage pour les consommateurs, et sur la compétition du sans fil) en 2014, qui a abrogé une décision rendue par le United States Copyright Office empêchant les consommateurs de déverrouiller leur téléphone portable.
TRA a travaillé avec quatre États, le Dakota du Sud, New York, le Minnesota et le Massachusetts, afin de présenter des lois sur le droit à la réparation dans ces États entre 2014 et 2016, ce qui obligerait les FEO à fournir les informations et la documentation nécessaires à ce que les consommateurs et les ateliers de réparation puissent réparer leurs produits. Après que New York a présenté son projet de loi en février 2015  il y a eu peu de progrès, et il a été rejeté à la suite de son étude au Sénat de l'État de New York. Il s’est avéré qu'Apple avait fait du lobbying contre l'adoption du projet de loi. La société avait également fait pression pour arrêter le projet de loi du Massachusetts, contre l'expert en réparation de MacBooks Louis Rossmann, qui le soutenait. En Californie, la représentante de l'État Susan Eggman a tenté de présenter une loi similaire début 2019, mais a été forcée de la retirer après que des entreprises comme Apple, et des groupes commerciaux comme CompTIA et Entertainment Software Association ont fait pression sur d'autres législateurs pour éviter l’adoption du projet de loi. Ils faisaient valoir que de telles lois sur le droit à la réparation pourraient conduire des personnes à se blesser en essayant de réparer leurs appareils électroniques, et permettre à des pirates informatiques d'insérer des vulnérabilités dans les appareils réparés pour compromettre la confidentialité et la sécurité des utilisateurs.

### Mouvement pour le droit à la réparation
Sachant que des entreprises comme Apple combattaient ces projets de loi à la mi-2016, un mouvement plus large de droit à la réparation a commencé à se développer, dirigé par TRA,. Le mouvement a été stimulé par le secteur agricole, où de nombreux agriculteurs ont constaté qu'ils ne pouvaient pas légalement réparer leurs propres tracteurs ou autres équipements agricoles achetés à des entreprises comme John Deere sans utiliser les services de réparation du fabricant, à un coût élevé pour eux. L'American Farm Bureau Federation a fait pression pour créer des exemptions au DMCA nécessaires pour permettre aux agriculteurs de réparer leur équipement. TRA continue de faire pression pour faire légiférer dans de nombreux États, en particulier dans le Midwest, afin de garantir aux consommateurs le droit de réparer leur équipement. Des entreprises comme Apple, John Deere et AT&T ont à leur tour fait pression contre ces projets de loi, selon Time.
Fin 2017, les utilisateurs d'anciens modèles d'iPhones d'Apple ont découvert que les mises à jour récentes du système d'exploitation du téléphone, iOS, limitaient délibérément la vitesse du téléphone. Apple a d'abord répondu que l'objectif du logiciel était d'éviter la surcharge sur les anciens modèles de batteries lithium-ion, pour éviter les arrêts inopinés du téléphone. De nombreux blogs ont suggéré aux utilisateurs qu'Apple ralentissait délibérément leurs téléphones pour inciter à en changer,.
En réponse, Apple a autorisé les utilisateurs à contrôler la fonction de limitation de la batterie (désactiver la fonctionnalité et permettre au téléphone de s'éteindre en cas de surcharge, ou laisser la fonctionnalité activée comme prévu) dans une mise à jour iOS, et d'obtenir un service pour remplacer les batteries des téléphones hors garantie pour un coût réduit (29 $ contre 79 $). Cependant, le mouvement pour le droit à la réparation a souligné qu'un tel scénario aurait pu être évité si Apple avait permis aux consommateurs d'acheter des batteries tierces et de disposer des instructions pour les remplacer, à moindre coût pour le consommateur.
Avec de nouveaux mandats au Congrès début 2018, dix-sept États avaient introduit une législation sur le droit de réparation à la mi-janvier 2018. La Californie s'y est associée en présentant son propre projet de loi d'état en mars. En réponse, en février 2018, l'Association des fabricants d'équipement et l'Association des concessionnaires d'équipement, représentant la plupart des principaux fabricants d'équipement agricole, ont convenu d'un accord similaire à celui de l'industrie automobile pour fournir des informations complètes sur leur équipement agricole aux utilisateurs d'ici l'année 2021. Cependant, en septembre 2018, la Far West Equipment Dealers Association est parvenue à un compromis avec le California Farm Bureau, dans une version de cet accord selon laquelle les fabricants d'équipements fourniront des manuels, des guides de produits et des outils de diagnostic pour s'interfacer avec les logiciels embarqués, permettant ainsi aux agriculteurs d’effectuer des réparations physiques, mais ne s'étendant à aucun des logiciels ou des systèmes informatiques de l'équipement. L'Association affirme qu'elle doit empêcher l'accès non autorisé aux logiciels pour empêcher les utilisateurs de modifier les paramètres et fonctionner de manière non sécurisée, et pour protéger toute propriété intellectuelle logicielle sur l'équipement. Étant donné que le California Farm Bureau a accepté les conditions de l'Association, il est peu probable qu'un droit de réparation législatif en Californie inclut l'équipement agricole,.
En avril 2018, la Federal Trade Commission (FTC) a envoyé un avis à six fabricants d'automobiles, d'électronique grand public et de consoles de jeux vidéo, qu’une demande en vertu de la loi sur la liberté de l'information a révélé être Hyundai, Asus, HTC, Microsoft, Sony et Nintendo, déclarant que leurs pratiques de garantie pouvaient enfreindre la loi Magnuson-Moss sur la garantie. La FTC a spécifiquement identifié que la pratique consistant à informer les consommateurs que les garanties sont annulées s'ils brisent un autocollant de garantie ou un sceau sur l'emballage de l'unité, utilisent des pièces de rechange ou des services de réparation tiers est trompeuse, car ces conditions ne sont valables que si le fabricant fournit un service de garantie gratuit ou des pièces de rechange. Sony et Nintendo ont publié de nouvelles déclarations de garantie à la suite de cet avis.
La Bibliothèque du Congrès, dans le cadre de son examen triennal des exemptions au DMCA, a approuvé une exemption en octobre 2018 qui permettrait de contourner les mécanismes de protection des droits d'auteur utilisés dans les véhicules terrestres, les smartphones et les appareils ménagers dans le but de faire la maintenance (« pour le faire fonctionner conformément à ses spécifications d'origine et à toute modification des spécifications autorisées pour cet appareil ou système ») ou réparer l'appareil (« restauration de l'appareil ou du système en état de fonctionnement conformément à ses spécifications d'origine et à toute modification aux spécifications autorisées pour cet appareil ou système »).
La sénatrice Elizabeth Warren, en concevant des projets de législation relatifs à l'agriculture en mars 2019, a déclaré son intention de présenter une loi pour renforcer le droit à la réparation du matériel agricole, en l'étendant potentiellement à d'autres appareils électroniques.
En août 2019, Apple a annoncé un programme permettant aux ateliers de réparation indépendants d'acheter des pièces de rechange officielles pour les produits Apple. Il n'y a aucun participant connu au programme.
Au cours de la pandémie de Covid-19, où l'équipement médical est devenu essentiel pour de nombreux hôpitaux, iFixit et Calprig, la branche californienne du Public Interest Research Group, ont travaillé à la publication de la plus grande collection connue de manuels et de guides d’entretien pour l'équipement médical, en utilisant des informations fournies par les hôpitaux et les institutions médicales lorsque les informations directes des fabricants n'étaient pas disponibles, afin de s'assurer que ces équipements pourraient être réparés rapidement pendant la pandémie. iFixit avait constaté, comme pour l'électronique grand public, que certains des équipements médicaux les plus coûteux avaient utilisé des moyens pour rendre les réparations non courantes difficiles pour les utilisateurs finaux et exiger des processus de réparation autorisés, ce qui pendant les conditions d'urgence de la pandémie n'était pas acceptable.
Le 6 août 2020, le sénateur Ron Wyden et la représentante Yvette Clarke ont présenté la loi sur le droit à la réparation des infrastructures médicales critiques de 2020, qui vise à empêcher les professionnels de la santé d'être soumis à la loi sur le droit d'auteur lorsqu'ils tentent de réparer les appareils qui faciliteraient « l'aide au COVID-19 »,.

## Union européenne
Plus récemment, le droit à la réparation a aussi été une préoccupation dans l'Union européenne. Historiquement, l'Europe, en particulier l'Europe occidentale, a préféré que les particuliers achètent un nouvel article plutôt que de le réparer eux-mêmes.[réf. nécessaire] Cependant, plus récemment la tendance de réparer soi-même a grandi en Europe de l'Est et autour des années 2010 s’est amplifiée à l’ouest. En juillet 2017, le Parlement européen a approuvé des recommandations pour que les États membres adoptent des lois donnant aux consommateurs le droit de réparer leurs appareils électroniques, dans le cadre d'une mise à jour plus large de sa précédente directive sur l'écoconception de 2009, qui appelait les fabricants à produire des appareils grand public plus économes en énergie, et plus propres. La capacité de réparer les appareils est considérée par ces recommandations comme un moyen de réduire les déchets,.
Avec ces recommandations, les travaux ont commencé pour établir la directive juridique de l'UE pour soutenir les recommandations, à partir de laquelle les États membres devraient adopter ensuite des lois pour se conformer à la directive. L'un des premiers domaines d'intérêt était les appareils de consommation tels que les réfrigérateurs et les machines à laver ; ces appareils sont scellés de manière à empêcher les consommateurs de les réparer. Les aspects de droit à la réparation des appareils étaient un point de discorde entre les groupes de consommateurs et les fabricants d'appareils en Europe, ces derniers faisant pression sur les différents gouvernements nationaux pour obtenir des formulations favorables dans la directive. En fin de compte, l'UE a adopté une législation en octobre 2019 qui, après 2021, obligerait les fabricants de ces appareils à être en mesure de fournir des pièces de rechange aux réparateurs professionnels pendant dix ans à compter de la fabrication. Cependant, la législation n'abordait pas d'autres aspects liés au droit de réparation, et les militants ont noté que cela limitait encore la capacité du consommateur à effectuer ses propres réparations.
L'UE a également des directives en faveur d'une économie circulaire qui visent à réduire les émissions de gaz à effet de serre et d'autres déchets excessifs grâce au recyclage et à d'autres programmes. Un nouveau projet de « plan d'action pour l'économie circulaire » introduit en 2020 inclut le droit à la réparation de l'électronique pour les citoyens de l'UE, car cela permettrait aux propriétaires d'appareils de ne remplacer que les pièces défectueuses plutôt que de remplacer l'ensemble de l'appareil, réduisant ainsi les déchets électroniques. Le plan d'action comprend une normalisation supplémentaire qui faciliterait l'obtention des droits de réparation, comme les ports d'alimentation communs sur les appareils mobiles.